# Kitty Speiser
Kitty Speiser (* 14. Jänner 1947 in Wien) ist eine österreichische Schauspielerin.

## Leben
Bereits im Alter von 15 Jahren begann sie mit ihrem Studium am Max-Reinhardt-Seminar. Ihre erste Rolle erhielt sie am Theater der Jugend, danach folgten Engagements in Deutschland. 
1970 holte sie Gustav Manker ans Wiener Volkstheater, nachdem sie dort schon 1966 in Arthur Schnitzlers Komödie der Verführung als Gilda debütiert hatte. Unter Mankers Regie spielte sie die Ophelia in Shakespeares Hamlet 1603 und die Julia in Romeo und Julia, beides mit Michael Heltau als Partner; die Jugend in Ferdinand Raimunds Der Bauer als Millionär mit Karl Paryla, Christopherl in Einen Jux will er sich machen von Johann Nestroy mit Heinz Petters und die Hauptrollen in den frühen Schnitzler-Stücken Das Märchen und Freiwild sowie dessen Uraufführung Zug der Schatten. Kitty Speiser war die Unbekannte in Ödön von Horváths Die Unbekannte aus der Seine, Brechts Der gute Mensch von Sezuan, Isabella in Shakespeares Maß für Maß mit Hans Jaray und Franz Morak, Heloise in Abelaerd und Heloise mit Jürgen Wilke, Wienerinnen mit Herwig Seeböck und Das Konzert von Hermann Bahr an der Seite von Hans Jaray, Susanne von Almassy und Michael Heltau.
Seit 1979 ist Kitty Speiser Ensemblemitglied des Wiener Burgtheaters.

## Filmografie (Auswahl)
- 1965: Lumpazivagabundus
- 1966: Tödlicher Unfall (Oberinspektor Marek)
- 1968: Schloß in den Wolken (Fernsehfilm)
- 1969: Schwester Bonaventura (Fernsehfilm)
- 1969: Dynamit (Fernsehfilm)
- 1970: Der Kommissar – Drei Tote reisen nach Wien
- 1971: Das Konzert (Aufzeichnung einer Aufführung des Wiener Volkstheaters, Regie: Gustav Manker)
- 1971: Arsène Lupin
- 1974: Verurteilt 1910 (Fernsehfilm)
- 1978: Die Bräute des Kurt Roidl (Fernsehfilm)
- 1978: Sechs Personen suchen einen Autor (Fernsehfilm)
- 1986: Jonathana und die Hexe
- 1989: Frau Berta Garlan (Fernsehfilm)
- 1990: Sidonie (Fernsehfilm)
- 1991: Der Schwierige (Aufzeichnung)
- 1992: Derrick – Beatrice und der Tod
- 1996: Ein fast perfekter Seitensprung
- 1997: Baby Rex – Der kleine Kommissar (Fernsehfilm)
- 1997: Lieber reich und glücklich (Fernsehfilm)
- 1997: Eine fast perfekte Scheidung
- 1999: Eine fast perfekte Hochzeit
- 1999: Kinder der Sonne (Fernsehfilm)
- 2000: Jedermann (Fernsehfilm)
- 2001: Edelweiss (Fernsehfilm)
- 2001: Der Zerrissene (Aufzeichnung des Wiener Burgtheaters, Regie: Georg Schmiedleitner)
- 2003: Unspoiled Moment
- 2005: Die Schrift des Freundes (Fernsehfilm)
- 2005: Don Carlos, Infant von Spanien (Aufzeichnung des Wiener Burgtheaters, Regie: Andrea Breth)
- 2006: Der Winzerkönig – Glück im Unglück
- 2007: Vier Frauen und ein Todesfall – Schlachtfest
- 2010: Seine Mutter und ich (Fernsehfilm)
- 2011: Das Mädchen auf dem Meeresgrund
- 2011: Die Abstauber
- 2015: Am Ende des Sommers

## Auszeichnungen
- 1971: Karl-Skraup-Preis
- 1976: Josef-Kainz-Medaille